# Grotte bleue (Italie)
Pour les articles homonymes, voir Grotte bleue.
Ne doit pas être confondu avec Grotte bleue (Malte).
La grotte bleue (grotta azzurra en italien) est une grotte maritime d'Anacapri sur la rive nord-ouest de l'île de Capri. Elle est réputée pour les reflets bleu cobalt lumineux de ses parois et pour son eau claire cristalline.

## Historique
Durant l'Antiquité romaine, la grotte est un nymphée (sanctuaire dédié aux nymphes aquatiques de la mythologie romaine).
Par la suite, on évita longtemps la grotte Bleue considérée comme un lieu effrayant de magie, de sorcellerie et de superstition…
En 1826, elle est redécouverte par le poète et peintre allemand August Kopisch (1799-1853) et par l'artiste suisse Ernst Fries (1801-1833).

## Description
Cette cavité karstique a une surface d'environ 60 m de long et 25 m de large, une profondeur de 13 mètres sur un fond blanc et sablonneux et un plafond de 7 à 14 mètres appelé « duomo azzurro » (cathédrale bleue en italien).
La grotte possède deux entrées : une sous-marine et une autre à un mètre seulement au-dessus du niveau de la mer (par mer calme) qui nécessite l’utilisation d'un petit bateau à rame en position allongée pour accéder à l'entrée.
L'éclat bleu de la cavité est dû à la lumière naturelle qui pénètre dans l'eau et se réfracte sur les parois de la grotte.

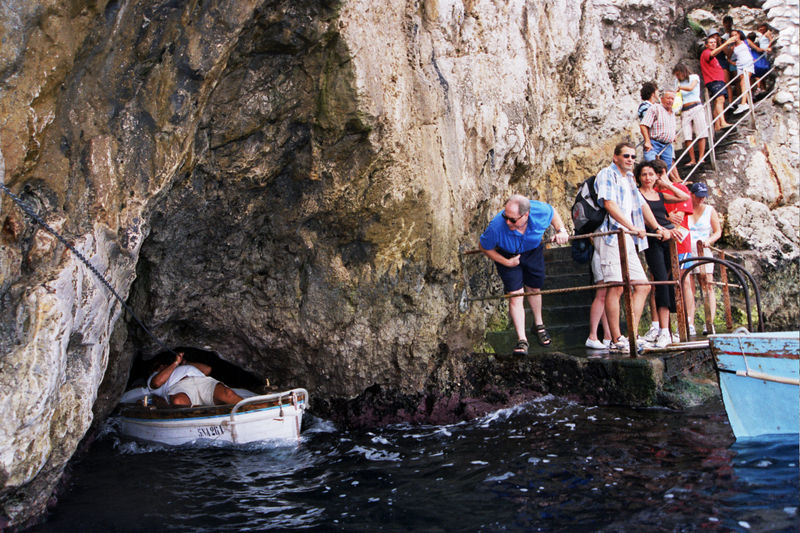
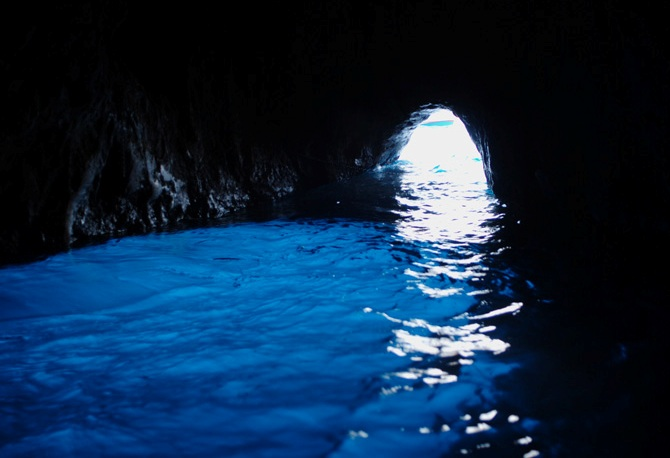
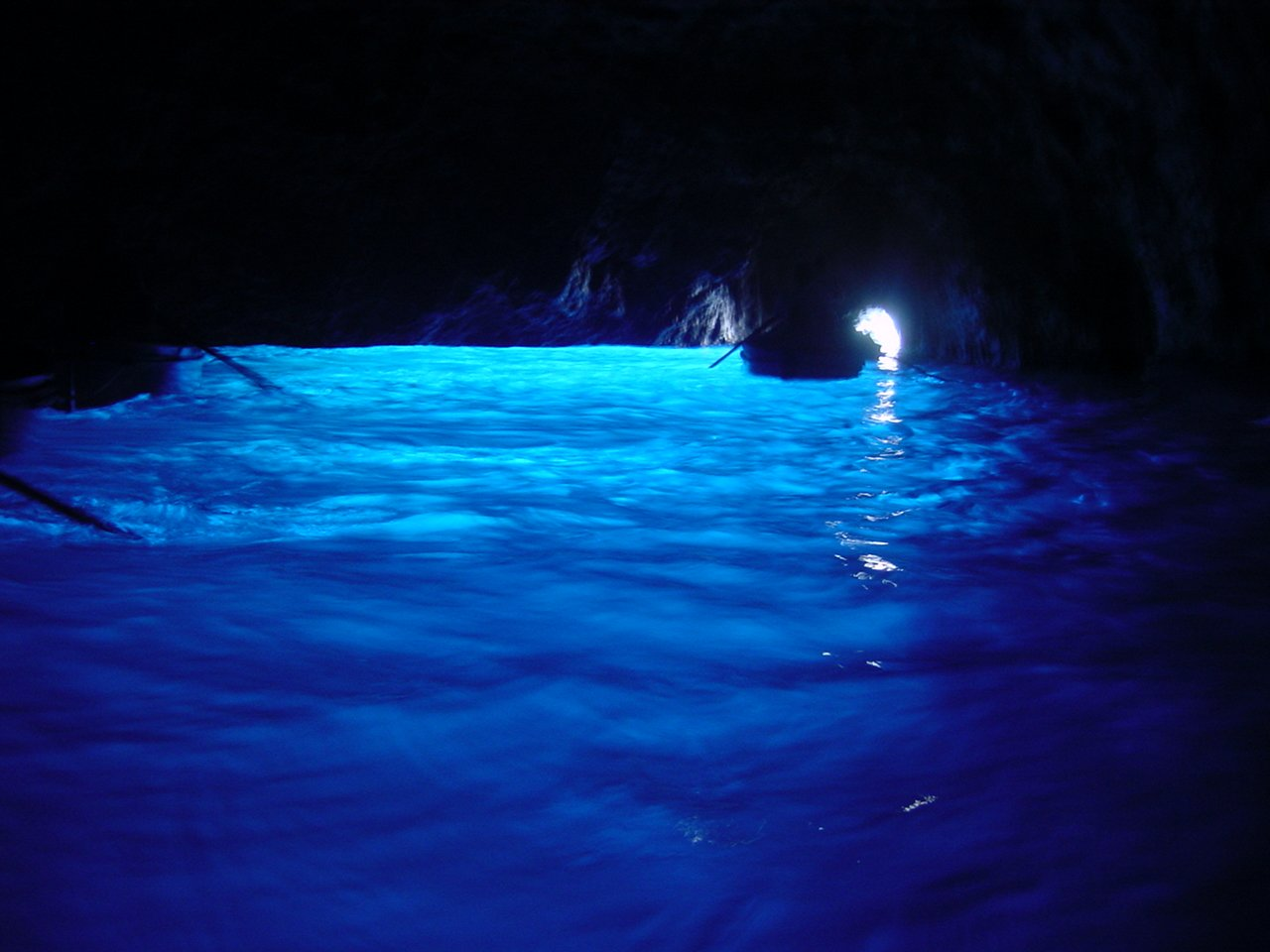
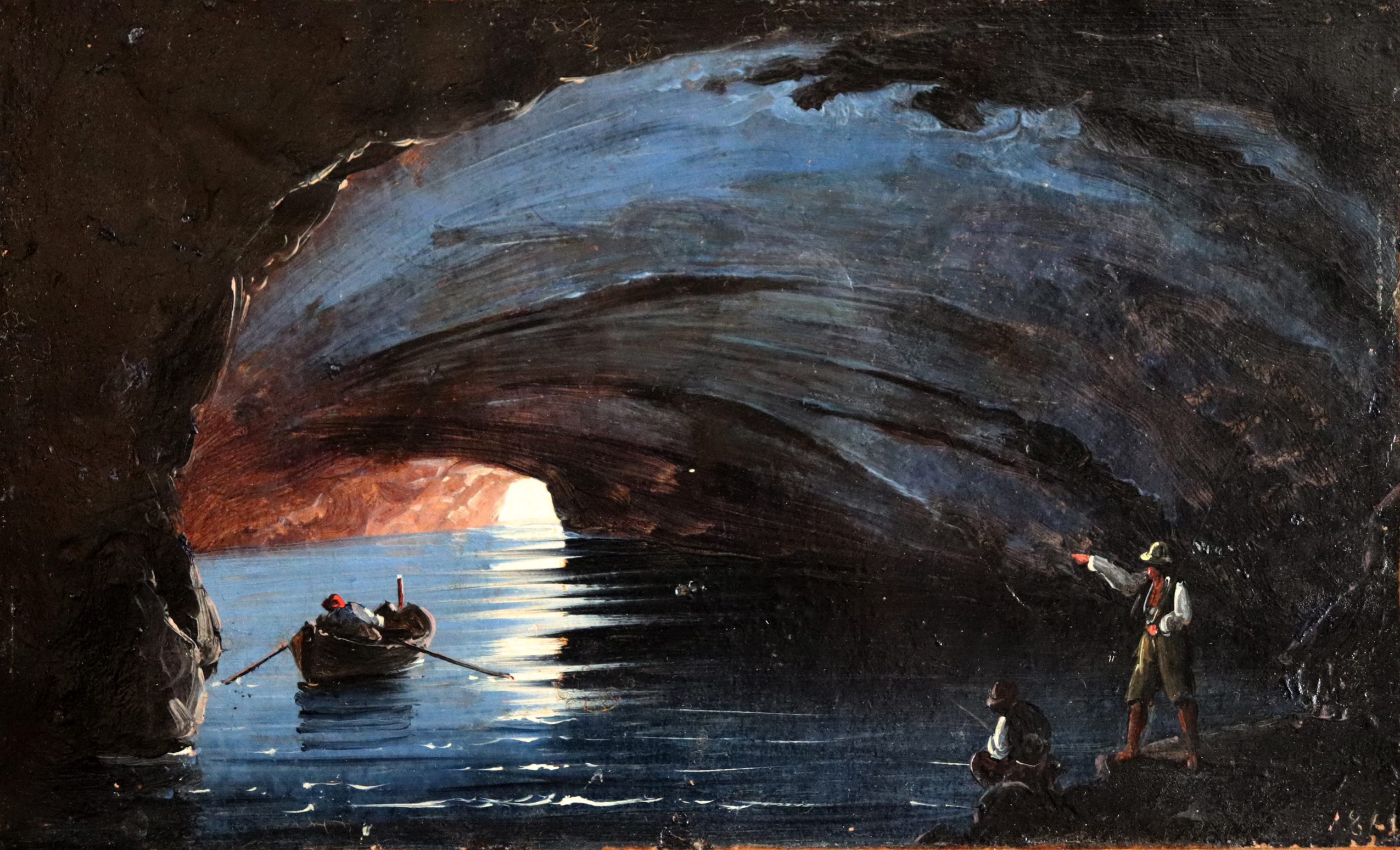
La Grotta Azzura di Capri par Ivan Aivazovsky. 1841.